# Fitna
Fitna (Rozvrat) je kontroverzní krátký dokumentární film nizozemského politika Geerta Wilderse a tvůrce skrytého za pseudonymem „Šarlatový bedrník“ z roku 2008. Film poukazuje na pasáže Koránu, které mohou inspirovat terorismus, dále na islámský universalismus, šíření Islámu ve světě, v Evropě a v Nizozemsku. Název filmu pochází z arabského slova fitna, které znamená „nesouhlas a rozdělení mezi lidmi“ nebo také „zkouška víry v časech soudu“.
Film byl zveřejněn 27. března prostřednictvím internetu na serverech pro sdílení filmů Liveleak v nizozemské a anglické verzi. Následující den Liveleak kvůli vážným výhrůžkám určeným svým zaměstnancům film ze serverů odstranil. 30. března Liveleak film znovu zpřístupnil spolu s provedením bezpečnostní aktualizace, ale v krátké době byl opět stažen kvůli porušení autorských práv Geertem Wildersem. Druhé vydání bylo zveřejněno 6. dubna 2008.

## Děj
Film cituje některé súry Koránu, které kombinuje s ukázkami teroristických útoků, např. z 11. září 2001 v USA, z roku 2004 v Madridu a z roku 2005 v Londýně. Dále ukazuje některé projevy islámských radikálních vůdců.

## Reakce
Na mezinárodním poli byl film odsouzen, nizozemská vláda se okamžitě od filmu distancovala. Proti Geertu Wildersovi byla opakovaně vyhlášena fatva. V některých státech jihovýchodní Asie byl film cenzorskými zásahy zakázán, některé muslimské organizace a politické strany zorganizovaly bojkoty nizozemského zboží.